# Pelle polis
Pelle polis är en dokumentärfilm av Pål Hollender där han konfronterar en dömd pedofil som arbetar som polis. Efter att ha fått polisen att signera ett kontrakt där han ger fulla rättigheter för all bandning så förförs han framför kameran.